# Joseph Weinberg
Pour les articles homonymes, voir Weinberg.
Joseph Woodrow Weinberg (19 janvier 1917 à New York, – 22 octobre 2002) est un physicien américain qui a participé au Projet Manhattan. Sa carrière est sérieusement perturbée à la suite d'accusations infondées d'activités contre les États-Unis par l'HUAC. Il s'est néanmoins distingué par ses travaux en optique appliquée et en enseignement universitaire.

## Biographie
Après l'obtention de son baccalauréat universitaire ès sciences au City College of New York en 1936, il obtient son doctorat en 1943 à l'Université de Californie à Berkeley, sous la direction de Robert Oppenheimer (qui le considère comme l'un de ses plus brillants étudiants à l'époque). Jusqu'en 1947, il travaille au Radiation Laboratory avant d'accepter un poste d'enseignement à l'université du Minnesota.
À la même époque, il est cependant accusé d'être un communiste par l'HUAC et d'avoir livré des secrets atomiques à des agents communistes en 1943, alors qu'il travaille au Projet Manhattan. Il témoigne à deux reprises devant le comité. Après son refus de le faire une troisième fois, il est accusé d'outrage au tribunal, puis renvoyé de l'université. En 1953, un grand jury rend un verdict en sa faveur, mais l'université refuse de le rembaucher.
Plus tard en 1953, il obtient un emploi dans une société d'optique, où il met au point des verres correcteurs en plastique et une visière pour les casques de pilotes d'avions de l’US Air Force. Par la suite, il met au point les premiers verres progressifs fabriqués commercialement.
En 1959, il reprend sa carrière universitaire en acceptant un poste à l'université Case Western Reserve. Il y retrouve Gerald Tauber avec qui il avait commencé à travailler sur la stabilité gravitationnelle des naines blanches lorsqu'il était à l'université du Minnesota. En janvier 1958, ils soumettent ensemble un article sur le sujet (Internal State of a Gravitating Gas) qui ne sera accepté qu'en mai 1961. Durant son séjour à l'université Case Western Reserve, il encadre quatre doctorants. L'un d'eux, Clyde Bratton, travaille sur la résonance magnétique nucléaire en collaboration avec Amos Hopkins du département d'anatomie de l'université. L'étude, qui porte sur la mesure du temps de relaxation transversale des protons des muscles de grenouille, est publiée dans Science en 1965 (Nuclear Magnetic Resonance Studies of Living Muscle). Parmi les trois autres étudiants, deux ont travaillé en théorie en physique des particules et un en relativité.
En 1970, l'université de Syracuse l'embauche comme professeur.
Il prend sa retraite en 1984.
Il meurt le 22 octobre 2002 d'un cancer.

### Articles scientifiques
1. ↑  (en) G. E. Tauber et Joseph Weinberg, « Internal State of a Gravitating Gas », Physical Review, vol. 122, no 4,‎ mai 1961, p. 1342–1365 (DOI 10.1103/PhysRev.122.1342)
2. ↑  (en) Clyde B. Bratton, Amos L. Hopkins et Joseph W. Weinberg, « Nuclear Magnetic Resonance Studies of Living Muscle », Science, vol. 147,‎ février 1965, p. 738–739 (DOI 10.1126/science.147.3659.738)